# Biuletyn Prasoznawczy
Biuletyn Prasoznawczy – jedno z najstarszych polskich czasopism prasoznawczych. Założone w 1957 roku z inicjatywy pracowników Krakowskiego Ośrodka Badań Prasoznawczych. Redaktorem pisma był Jan Kalkowski; wydano jedynie 2 powielane numery (na prawach rękopisu). W 1958 roku pismo zastąpiono kwartalnikiem pt. „Prasa Współczesna i Dawna” (1958–1959), zaś od 1960 roku ukazuje się jako „Zeszyty Prasoznawcze”.